# Institut des hautes études scientifiques

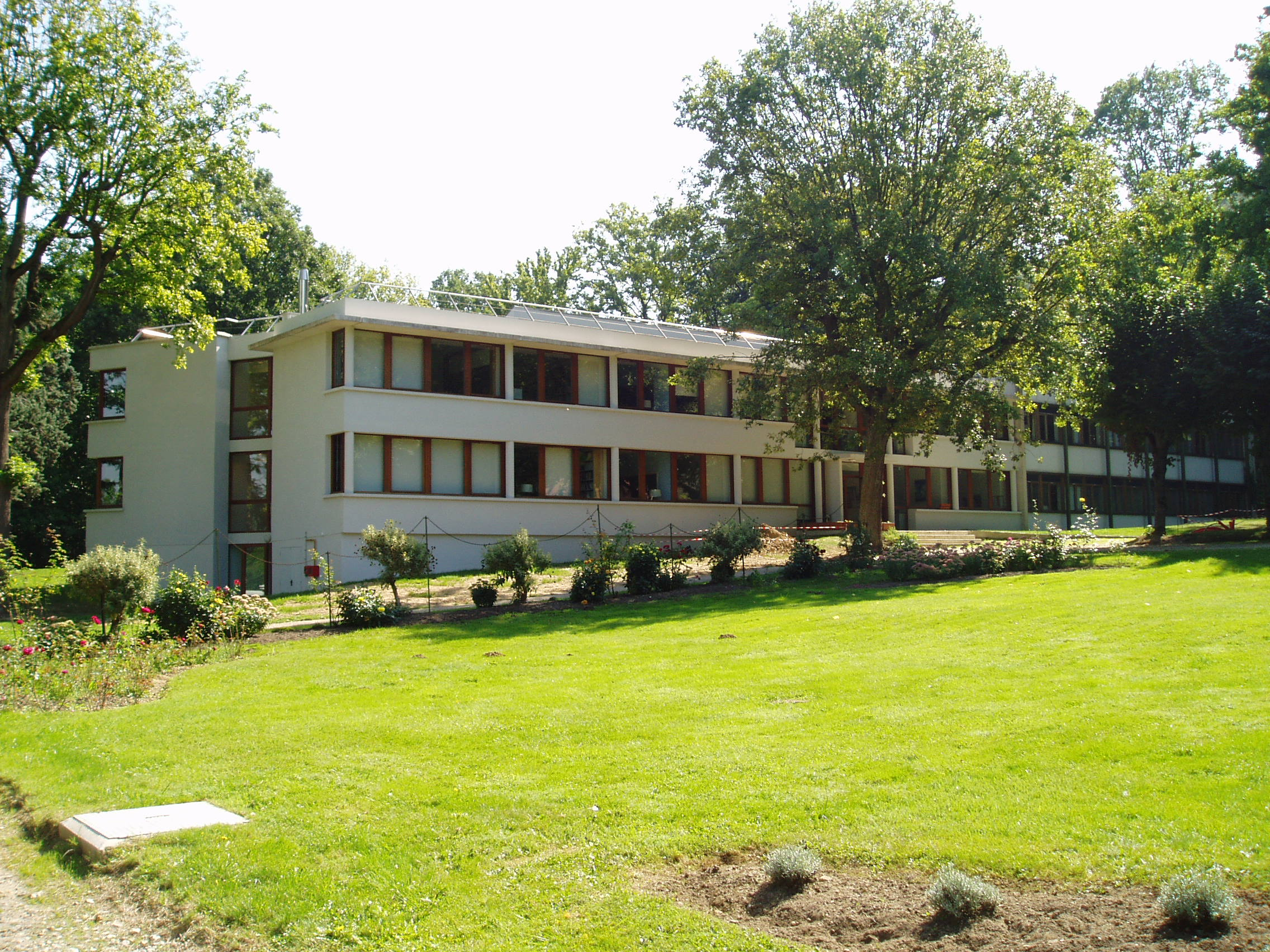
Lối vào chính của Institut des hautes études scientifiques

Không phải một đại học, cũng không phải một trường lớn, nhưng Institut des hautes études scientifiques tổ chức các khóa học cao cấp về khoa học. Các học viên không cần đăng ký trước, không đóng học phí và cũng không được cấp bằng.
Institut des hautes études scientifiques từng là nơi tập trung nhiều học giả lỗi lạc người Pháp và cả người nước ngoài. Các giáo sư của Institut des hautes études scientifiques ngày nay được xem như danh giá bậc nhất trong hệ thống giáo dục của Pháp.